# Montmartres bergbana

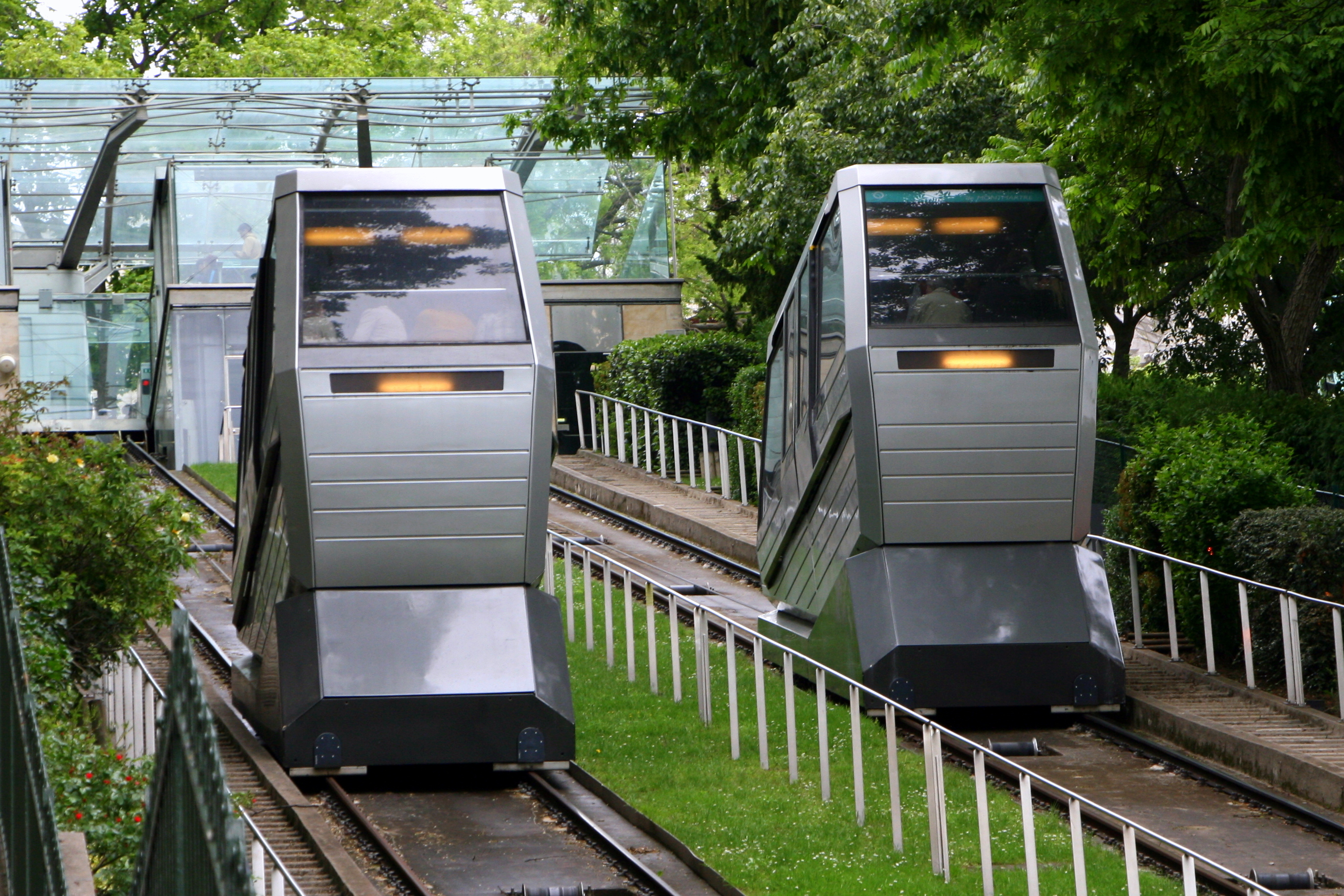
Montmartres bergbana

Montmartres bergbana är en automatisk bergbana i stadsdelen Montmartre i Paris. Driften påbörjades den 13 juli 1900 och banan genomgick större ombyggnationer 1935 och 1991. Idag är det Paris transportmyndighet RATP som ansvarar för driften. 

## Historik

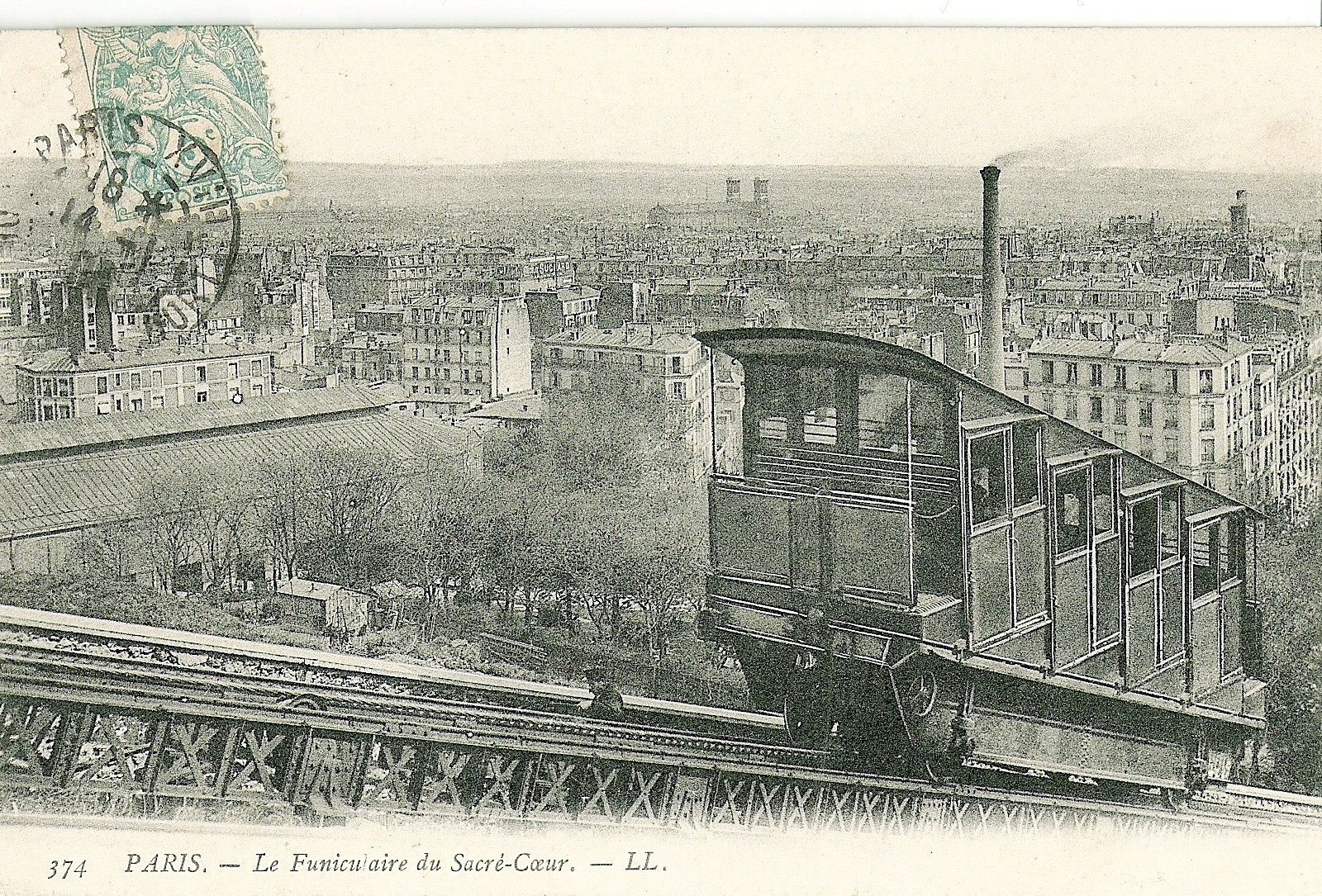
Den första bergbanan i Montmartre, som drevs med vatten. I bakgrunden ses ett panorama över Paris.

Paris stadsregering röstade för bygget av Montmartres bergbana 1881. 

## Prissystem

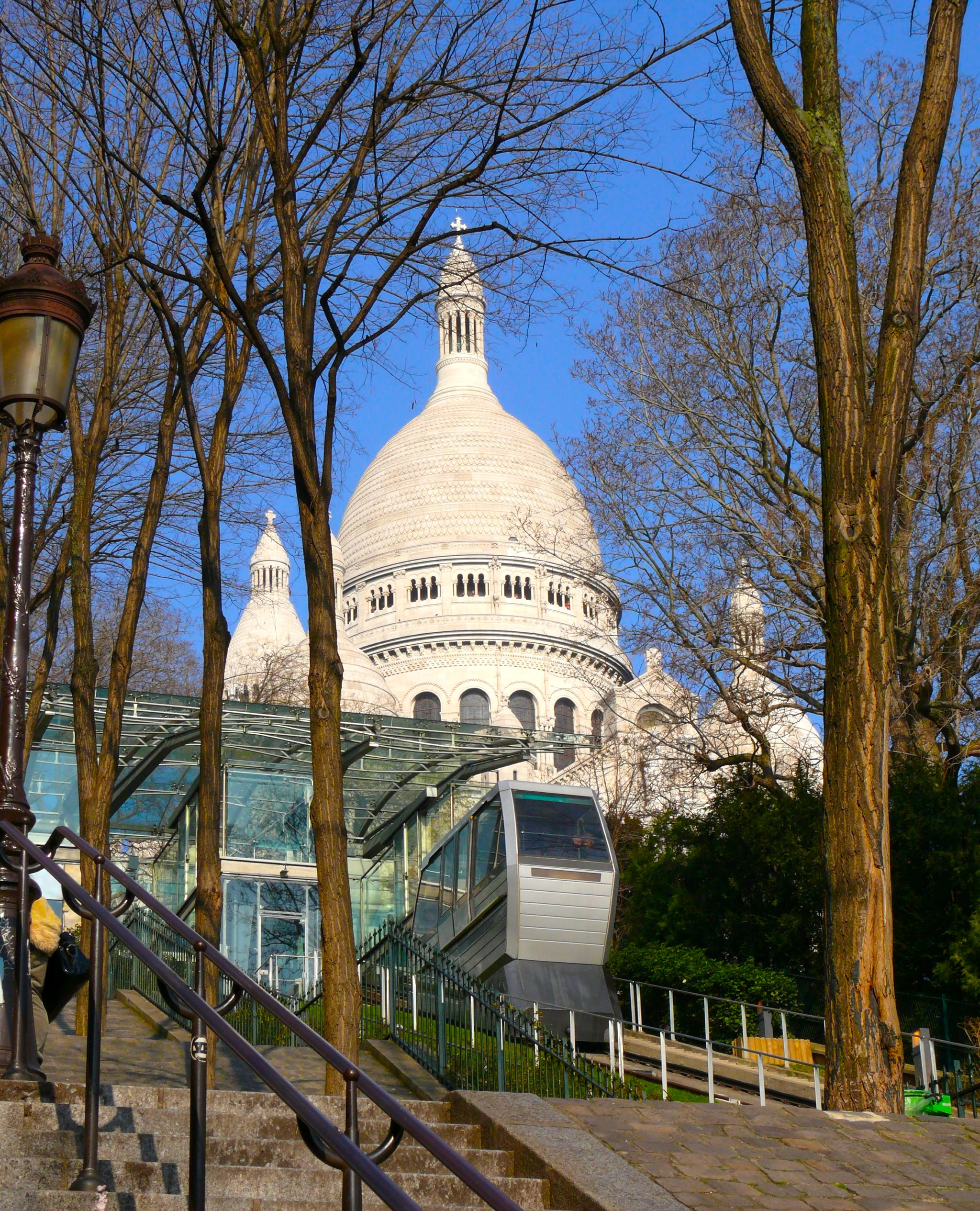
Bergbanans övre station.

Bergbanan har ett prissystem liknande Paris metro, men det är inte fri övergång mellan metron och bergbanan.

## I populärkulturen
Bergbanan utgör en viktig del av stadsdelen Montmartres karaktär som stad och syns därför på många "Montmartre-filmer". En av de mest kända är Ripoux contre ripoux (1990), med Thierry Lhermitte och Philippe Noiret i huvudrollerna. Den syns också i Les Randonneurs (1997) El Tourbini (2006) och Louise (take 2) (1998).